# Woldo

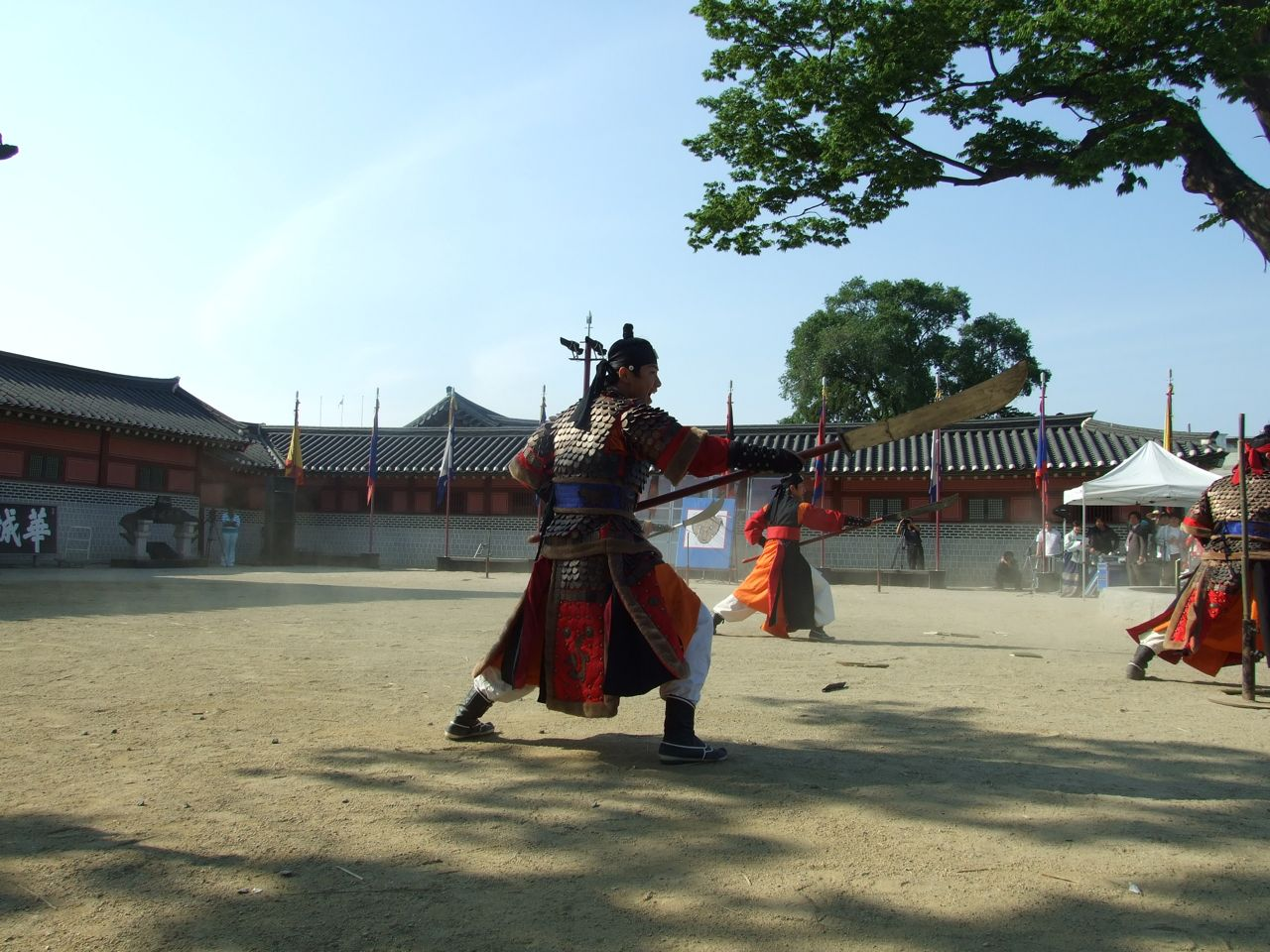
Un practicante de muye24gi usando woldo.

Wol-Do (literalmente, "Espada Luna Creciente"), es el nombre de un arma de Corea que se asemeja a la yanyuedao china (literalmente "Cuchilla Luna Reclinable"), más comúnmente conocido como el guandao y se llama así por la forma de luna creciente de su hoja. Aunque la hoja proporcionalmente es más pequeña que su homóloga china, el Wol-Do es descrito por el ejército clásico de Corea Muyedobotongji ("Manual General Ilustrado de las Artes Marciales", publicado en 1795). "La longitud del mango es de 1,8 metros por 10 centímetros; la longitud de la hoja es de 61 centímetros por 20 y el peso es de 1,3 kilogramos por 425 gramos".
El arma estaba adornada con una pluma pequeña unida a la espina dorsal de la hoja por un anillo y con un pico unido al extremo del mango.
Las técnicas para el uso de esta arma por soldados de a pie se describen en el manual de artes marciales coreanas del siglo XVIII Muyejebo, publicado en 1749. Con la publicación de la versión actualizada de este manual en 1791, las técnicas desmontadas fueron retenidas mientras fueron añadiendo técnicas de uso a caballo. Estas últimas técnicas se llaman Masang woldo (마상월도, 馬上月刀).

## Nombre

### Nombre coreano
- Hangul: 월도
- Hanja: 月刀
- Romanización revisada: Woldo
- McCune–Reischauer: Wŏldo